# Станислав Тилих
Станислав Тилих (10. април 1959, Рекелвиц, Немачка) је немачки политичар лужичкосрпског порекла. Од 2008. до 2017. године био је на функцији премијера Саксоније.